# نانسي غاردنر برنس
نانسي غاردنر برنس (بالإنجليزية: Nancy Gardner Prince)‏ هي كاتِبة أمريكية، (ولدت في نيوبوريبورت في الولايات المتحدة 1799 – 1856 م).